# Ранко Бељинац
Ранко Бељинац (Београд, 1947 — Београд, 25. март 2008) био је српски сликар, иконописац и графичар.

## Биографија
Ранко Бељинац је био члан УЛУПУДС и УЛУС. Учествовао је на више од 150 колективних изложби. Самостално је излагао око 20 пута. УЛУПУДС истиче да ће Бељинац остати упамћен као "сјајан уметник хиперреалистичке оријентације у акварелу и изузетне истанчаности у иконопису.".
Дејан Ђорић пише да је "Бељинац акварел третирао на сликарски начин, као технику са великим могућностима вишеслојног набојавања, подсликавања, подастирања бојених слојева, слично такозваној „сувој четки”. Зато је аквареле сликао веома дуго, пипаво, педантно, као у графици искључујући могућност грешке али и случаја, толико битног у акварелистици."